# Patrick Frey

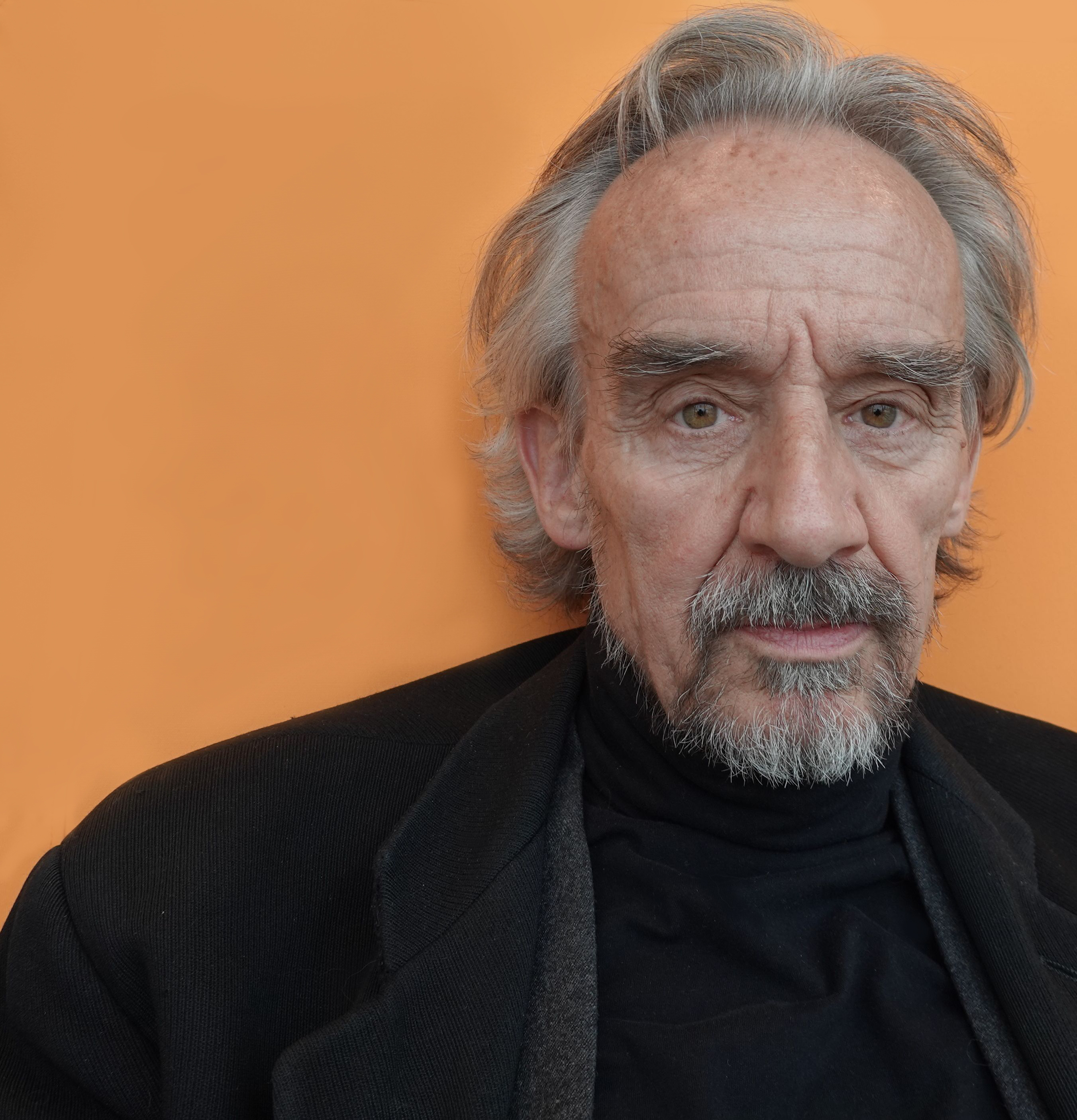
Patrick Frey im Fotomuseum Winterthur 2022.

Patrick Frey (* 20. Januar 1949 in Bern) ist ein Schweizer Autor, Verleger, Kabarettist und Schauspieler.

## Leben
Nach der Matura folgten Studien in Ökonomie und Kunstgeschichte, die er nicht zu Ende führte. Ab 1977 betätigte er sich vornehmlich mit Texten zur Gegenwartskunst, zuerst im InK, den Hallen für neue internationale Kunst in Zürich, danach als Kunstkritiker für diverse Printmedien. Seit 1983 widmet er sich zusätzlich dem Kabarett, Theater und Projekten für Radio und Fernsehen.
Patrick Frey lebt in Zürich, ist verheiratet mit Laurence Frey-Bloch und hat vier Kinder. Sein Schwiegervater war Rolf Bloch.

## Gegenwartskunst, Edition Patrick Frey, Texte
Zwischen 1979 und 1983 war Frey fester Kunstkritiker und Kulturjournalist beim Tages-Anzeiger und bei der WOZ. Ab 1983 war er freier Autor und Essayist für internationale Medien der Gegenwartskunst wie Der Alltag, Parkett, Wolkenkratzer, Flash Art, Art Forum u. a.
1981 kuratierte er die Ausstellung «Bilder» im Kunstmuseum Winterthur, mit Werken u. a. von Urs Lüthi, Martin Disler, Klaudia Schifferle, Peter Fischli und David Weiss, Walter Pfeiffer. Dazu erschien der von Frey verfasste und produzierte gleichnamige Katalog «Bilder», 1981, Winterthur.
1986 gründete er den Verlag Edition Patrick Frey, in dem bis heute über 300 Titel vor allem aus den Bereichen Kunst, Artist Books, Fotografie und Architektur erschienen sind, von denen zahlreiche vom Bundesamt für Kultur als «Schönste Schweizer Bücher» ausgezeichnet wurden. «Das Programm der ‹Edition Patrick Frey› zielt auf das Aussergewöhnliche, auf die Einzigartigkeit jeder einzelnen Publikation.»(BaK) Zuletzt erschienen:
- Die Jagd nach dem Glück (2008), Gespräch mit Walter Pfeiffer. In: Walter Pfeiffer: Fotomuseum Winterthur. Verlag JRP, Winterthur 2008.
- The Calmness of the Unshakable (Die Gelassenheit des Lapidaren) (2012), zu «Rock on Top of Another Rock», einer Arbeit von Peter Fischli und David Weiss, Oslo/London 2012.
- Publikation des Dokumentarfilms Making Things Go (2007) über die Arbeit von Peter Fischli und David Weiss am Film Der Lauf der Dinge.

Ab 1994 entstanden diverse Kolumnen, u. a. für WOZ, K-Tip und Tages-Anzeiger. 2003 bis 2007 schrieb Frey alternierend mit Viktor Giacobbo und Lorenz Keiser die satirische Kolumne «Schlagseite» für den Tages-Anzeiger Zürich.
2010 schrieb Frey für den Verein Hausärzte Zürich den ersten Band seiner Roman-Reihe «Hausarzt Dr. Bolliger – Sein Leben, seine Liebe, seine Patienten» mit dem Titel Das Geheimnis des Tramführers. Im Oktober 2012 erschien der zweite (und letzte) Band, Das Ekzem war ihr Schicksal. Thematisiert wird der Alltag in einer Zürcher Hausarztpraxis.

## Kabarett, Comedy, Theater
Von 1983 bis 1998 war Frey Mitglied des Kabaretts Götterspass (Salzburger Stier 1992), an der Seite von Beat Schlatter. Götterspass lieferten auch mehrere Fernsehbeiträge für die Satiresendung Uebrigens des Schweizer Fernsehens. Zusammen mit Schlatter trat Frey in den Jahren 1992 und 2010 am Arosa Humor-Festival auf.
Ab 1992 bis heute schreibt er als Autor oder Co-Autor für die freie Szene, das Schauspielhaus Zürich, das Casinotheater Winterthur und das Hechtplatz Theater; bislang über zwanzig Komödien, Schwänke und sonstige abendfüllende Theaterproduktionen, in denen er meistens auch als Schauspieler auf der Bühne steht, zuletzt «Seegfrörni 2012» und «Supertheo» (2011). Ausserdem betätigt er sich als Autor, Co-Autor und Schauspieler in zahlreichen Film- und Fernsehfilmproduktionen. Von 1999 bis 2007 spielte er die  Rolle des Kurt Schwarz in der TV-Soap Lüthi und Blanc. Seit 2000 ist Frey Mitinitiant, Verwaltungsrat, Autor und Schauspieler des neuen Casinotheaters in Winterthur, das sich als Zentrum der Deutschschweizer Comedy-Szene etabliert hat.

## Film, Fernsehen, Radio
Von 1983 bis 1996 moderierte er zuerst gemeinsam mit Martin Hess, dann allein die «Talkshow» auf Radio LoRa. Die «Talkshow» war mit eine der ersten nächtlichen Gesprächs- und Phone-in-Sendungen im deutschsprachigen Raum und dauerte anfangs von Mitternacht bis 9 Uhr morgens.
Zwischen 1996 und 2011 wirkte Frey in zahlreichen Schweizer Filmen mit, als Schauspieler sowie als Drehbuchautor. 2001 gründete er mit Iwan Schumacher die Filmproduktionsfirma Schumacher & Frey. Gemeinsam entwickelten sie die Fernsehsendung C’est la vie, die von Frey moderiert wurde. C’est la vie wurde zwischen 2001 und 2003 auf SF 1 ausgestrahlt und war als Gesprächssendung (112 Folgen) in ihrer Art ein relativ neuartiges Format: Frey lud Passanten direkt von der Strasse zu einer Tasse Kaffee ein und forderte sie auf, ihm unvorbereitet ihre Lebensgeschichte(n) zu erzählen.
Mit der Filmproduktionsfirma Schumacher & Frey werden bis heute Dokumentarfilme, zumeist Künstlerporträts, realisiert.
- «Der Wolkensammler» (2005, SF1 und 3SAT) zum Gotthard-Projekt von Jean Odermatt
- «Markus Raetz» (2007, SF und 3SAT) zu Markus Raetz
- «Urs Fischer» (2009, SF und 3SAT) zu Urs Fischer
- «Amiet» (2012, SF und 3SAT) zu Cuno Amiet

Ein filmisches Porträt des Künstlers Walter Pfeiffer ist zurzeit in Arbeit.
Bekannt wurde Frey auch durch seine Rolle als «Experte» Dr. Werner Stolte-Benrath in Viktors Programm bzw. Viktors Spätprogramm. Als solcher funktionierte er als Running Gag: Ein regelmässiger Bestandteil der Sendung war es, dass Viktor Giacobbo während des Live-Teils im Kaufleuten einen Experten für ein Gespräch an der Bar ankündigte. Für jedes beliebige Thema, ob Irak oder Zukunftsforschung, war es aber Stolte-Benrath, zu dem sich Giacobbo an die Bar stellte. Als Dr. Stolte-Benrath hält Frey bis heute Vorträge, in denen er zum Experten für das Thema der jeweiligen Veranstaltung mutiert. Auch war Frey festes Mitglied im Rateteam der Schweizer Version von Genial daneben. Aufsehen erregte er mit seiner Laudatio für Alt-Bundesrat Adolf Ogi im Rahmen der Sendung «Roter Teppich für …». Im Rahmen der Laudatio sang er, begleitet vom Pepe-Lienhard-Orchester, die von ihm verfasste satirische Ogi-Hymne («Wenn sein Berner Grind sich rötet / Betet, freie Schweizer betet …») zur Melodie der Schweizer Nationalhymne, worauf sich das versammelte Publikum erhob und der ebenfalls anwesende Armeechef Christophe Keckeis die Hand zum militärischen Gruss anlegte, was zu einem Skandal führte. Der Beitrag wurde aus der Sendung entfernt und bis heute nie ausgestrahlt.

## Programme mit dem Kabarett Götterspass
- 1984: Für Susi
- 1985: Der Weg zum Ruhm
- 1986: Ein Abend ohne Ernst
- 1988: Der Reiz der Schweiz
- 1991: Das offizielle Festprogramm
- 1993: Der Betriebsanlass
- 1997: Hochzeit

## Theaterstücke
- Die grosse Schwamendinger-Oberdorfoper (1992), Co-Autor mit Beat Schlatter, Andreas Dobler, Katja Früh und Schauspieler; Regie Katja Früh; Ziegelhütte Schwamendingen
- Trommeln über Mittag (1993), Co-Autor mit Katja Früh und Schauspieler; Regie: Katja Früh; Schauspielhaus Zürich
- Wyss wie Schnee (1996 Schauspielhaus Zürich, 2003 Casinotheater Winterthur), Autor, Schauspieler; Regie: Katja Früh
- Best of Physiker (1998), Autor, Schauspieler; Regie: Katja Früh; Schauspielhaus Zürich
- Die wilde Sophie (1998), Jugendstück nach dem Roman von Lukas Hartmann. Autor; Regie: Katja Früh; Schauspielhaus Zürich
- Harmony (2000), Co-Autor mit Katja Früh; Regie: Katja Früh; Hechtplatztheater Zürich, Tournee
- Nachtabsenkung (2001/2003), Co-Autor mit Joachim Rittmeyer, Schauspieler; Theater am Gleis, Winterthur, Tournee
- Die Eröffnung (2002), Co-Autor, Schauspieler; Casinotheater Winterthur
- Walter Tell (2003), Co-Autor mit Hannes Glarner, Schauspieler; Regie: Katja Früh; Casinotheater Winterthur
- Sickmen (2003), Co-Autor mit Viktor Giacobbo und Mike Müller, Schauspieler; Regie: Tom Ryser; Casinotheater Winterthur, Tournee
- Erfolg als Chance (2005), Co-Autor mit Viktor Giacobbo und Mike Müller, Schauspieler; Regie: Tom Ryser; Casinotheater Winterthur, Tournee
- Der beliebte Bruder (2007/08/09), Co-Autor mit Beat Schlatter, Schauspieler; Regie: Katja Früh; Tourneestück diverse Bühnen
- Für die Deutschen (2008), Autor, Schauspieler; Regie: Katja Früh; Casinotheater Winterthur
- Das Drama (2010/2011), Co-Autor mit Beat Schlatter; Regie: Katja Früh
- Supertheo (2011/2012/2013), Erziehungskomödie. Co-Autor mit Katja Früh, Schauspieler; Regie: Katja Früh; Casinotheater Zürich
- Seegfrörni 2012 (2012), Co-Autor mit Beat Schlatter, Schauspieler; Regie: Katja Früh; Hechtplatztheater Zürich
- Im weissen Rössl. Erste schweizerdeutsche Fassung zum zehnjährigen Jubiläum des Casinotheaters. Co-Autor mit Katja Früh; Regie: Katja Früh
- Grundriss der Hoffnung (2016), Co-Autor mit Katja Früh, Schauspieler; Miller’s Studio Zürich
- Exit-Retour (2017), Sterbehilfekomödie. Co-Autor mit Katja Früh, Schauspieler; Casinotheater Winterthur
- Sei kein Mann! (2019), Wahlkampfkomödie. Co-Autor mit Katja Früh, Schauspieler; Regie: Katja Früh; Miller’s Studio Zürich
- Kopf hoch! (2019), Depressionskomödie. Co-Autor mit Katja Früh; Casinotheater Winterthur

## Solo/Standup/Lesung
- Seit 2016 ist Patrick Frey mit seinem Soloprogramm DORMICUM – ein populärmedizinischer Abend auf Schweizer Bühnen unterwegs.
- Seit 2001 liest er schweizerdeutsche Geschichten bei der Veranstaltung Märli am See, zuletzt De Ma mit de schlächte Zäh (2014); Strebel The Rebel (2017), eine Senior Influencer Story; Blockchain (2018), über einen Mann, der alles erklären will; und Ekzem (2019). Am bekanntesten wurde Wiwinanagschigschi (2005), bei der er die Weihnachtsgeschichte aus dem Lukas-Evangelium dadaistisch-lautmalerisch verfremdete.

## Filme
- 2019: Der Bestatter (Regie: Barbara Kulcsar, Fernsehserie, Folge: Das letzte Einhorn)
- 2011: Nachtexpress (Regie: Alex Kleinberger)
- 2009: Räuberinnen (Regie: Carla Lia Monti)
- 2008: Lacoma (Regie: Christopher Roth)
- 2007: Marmorera (Regie: Markus Fischer)
- 2006: Kleine Fische (Hauptrolle und Drehbuchmitarbeit, Regie: Petra Volpe, TV-Spielfilm)
- 2005: Handyman (Regie: Jürg Ebe)
- 2005: Leben auf Kredit (Regie: Sascha Weibel, SF)
- 2005: Ultima Thule (Regie: Hans-Ulrich Schlumpf)
- 2005: Mein Name ist Eugen (Regie: Michael Steiner)
- 2005: Der Wolkensammler (Dokumentarfilm über das Gotthard-Projekt von Jean Odermatt)
- 2000: Komiker (Regie: Markus Imboden)
- 2001: Big Deal (Regie: Markus Fischer, SF, Drehbuch: Patrick Frey und Markus Fischer)
- 1998: Candy (Regie: Christopher Roth für WDR)
- 1996: Katzendiebe (Regie: Markus Imboden)

## Fernsehsendungen
- Viktors Spätprogramm
- C’est la vie (2001–2003), Co-Autor, Co-Produzent, Moderator, 20-minütige Gesprächssendung
- Genial daneben (2006/2007)

## Radiosendungen
- Talkshow, Radio Lora (1984–1996), 3- bis 8-stündige Phone-in- und Gesprächssendung

## Auszeichnungen
- 2020: Goldene Ehrenmedaille des Kanton Zürich für seine langjährige verlegerische Tätigkeit
- 2000: Prix Walo
- 1998: Golden Moments
- 1992: Oltner Tanne
- 1992: Salzburger Stier mit dem Kabarett Götterspass